# Teh Wang
Teh Wang (kinesisk: 德王; mongolsk: Дэ Ван) eller Demtjigdonrov (8. februar 1902 - 23. maj 1966) var en mongolsk aristokrat og leder af en selvstændighedsbevægelse i Indre Mongoliet. Under den 2. kinesisk-japanske krig var han regeringschef over Mengjiang, en mongolsk stat støttet af Japan.
Han blev født i Xilin Gol i Indre Mongoliet og tilhørte "rene hvide fane" (et administrativt område). Han var den mongliske fyrste Namjil Wangchuks eneste søn. Demtjigdonrovs navn kan tilbageføres til to tibetanske ord bde mchog og don grub, som sigter på den tantriske guddom Chakrasamvara henholdsvis Siddharta.

## Stræben efter mongolsk autonomi
Da hans far døde i 1908, gav Qing-regeringen ham ret til at overtage dennes fyrstelige titel. Efter Qing-dynastiets fald tilhørte han en politisk moderat gruppering blandt mongolerne og forsøgte først at virke for mongolsk autonomi inden for Republikken Kina, hvis regering i stedet valgte at omorganisere området i de nye kinesiske provinser Chahar, Ningxia og Suiyuan. I 1920-erne arbejdede han i provinsregeringen i Chahar og rettede flere opfordringer til Chiang Kai-sheks regering i Nanking om mongolsk autonomi, men Chiang stillede sig afvisende.

## Samarbejde med Japan
Efter, at Japan invaderede Manchuriet i 1931 og oprettede lydstaten Manchukuo, blev den tilgrænsende Chahar-provins stillet over for nye udfordringer, men Demtjigdonrov formåede ikke at vække nationalistregeringens interesse, hvorfor han til sidst valgte at samarbejde med Japan i stedet. De omkring 2½ mio. mongoler i det vestre Manchukuo og Jehol fik under den japansk støttede regering i Manchukuo nye rettigheder, som de ikke havde haft under kinesernes herredømme. Derved opnåede japanerne goodwill blandt mongolerne. I Manchukuo oprettedes højskoler og krigsskoler for mongolerne og der førtes en aktiv propaganda for mongolsk uafhængighed fra den kinesiske regering i Nanking og den russiske i Moskva i form af et nært samarbejde med japanerne. I 1936 oprettede han, efter at japanerne havde fordrevet kinesernes 35 armé under general Fu Tso-yi fra Indre Mongoliet, med japansk støtte staten Mengjiang, som var nominelt selvstændig men i realiteten stod under stærk japansk indflydelse.
Om sin politik forklarede han i et interview med Fürst A. Urach: "Det er mit og det mongolske folks varmeste ønske, at den dag snart vil komme, hvor alle mongolere fra Sinkiang til Hsinghan-bjergene, fra Tachingshan til Burjat-Mongoliet, forenes til et stormongolsk rige." Han tilføjede: "Så langt som vort mongolske folk driver deres hjorder over de endeløse steppers grønne tæppe, så langt skal fremtidens stormongolske rige strække sig." På et spørgsmål om betydningen af udråbelsen af en indre-mongolsk stat svarede han: "den betyder et skridt nærmere vort mål. I den nye stat, hvis sydgrænse atter dannes af Den Store Mur, mongolernes gamle grænse, findes millioner af indvandrede kinesere. Vi må derfor udforme vores stat med en føderativ regering for at opnå den nødvendige samforståelse uden hvilken to i bund og grund adskilte racer ikke kan leve i een stat." Han henviste til de samtidige bestræbelser på at forene alle tyskere i eet storrige som forbillede for mongolernes bestræbelser.

## Senere skæbne
Da Mengjiang blev opløst i 1945, levede han under Kuomintangs overvågning og flygtede til Ydre Mongoliet, da kommunisterne vandt den kinesiske borgerkrig i slutningen af 1940-erne. Han blev imidlertid overgivet til Folkerepublikken Kina af den mongolske regering og sat i fængsel i 13 år for landsforræderi. Efter, at han var blevet benådet, arbejdede han frem til sin død på et museum i Hohhot.